# Котички (хутір)
Ко́тички — хутір в Україні, адміністративно входить у склад села Глинне Дрогобицької громади Дрогобицького району Львівської області. Давніше входив у склад села Воля Якубова.

## Історія
Перша згадка про поселення припадає на 1855 рік - Kotyczki, на австрійській карті королівства Галичини та Лодомерії.
Вірогідно, у період 1773-1918 рр. поселення знаходилось у громаді Воля Якубова на території Дрогобицького дистрикту (повіту (нім. Gebiet, пол. powiat)) Самбірського округу (крайсу, циркула (нім. Kreis, пол. cyrkuł)) Королівства Галичини та Володимирії Австрійської монархії, а з 1805 р. - Австро-Угорщини.
У 1920 р, з приходом Польщі, хутір волості Воля Якубова увійшов до Дрогобицького повіту Львівського воєводства.
1 серпня 1934 р. у Дрогобицькому повіті було створено ґміну Добрівляни з центром в с. Добрівляни. До неї увійшли сільські громади: Грушів, Добрівляни, Літиня, Ролів, Тинів, Воля Якубова, Вороблевичі, Волоща.
За часів УРСР, станом на 01 вересня 1940 р., хутір Котички належав Волянської сільської ради Дрогобицького району Дрогобицької області. На карті Дрогобицької області УРСР за станом на 1940 р., назва поселення не позначена.
У період нацистської окупації під час Другої світової війни, зі серпня 1941 року село увійшло до волості (нім. Landgemeinde) Добрівляни окружного староства Дрогобич (нім. Kreishauptmannschaft Drohobycz) дистрикту Галичина Генерал-губернаторства для окупованих польських земель.
Дистрикт Галичина припинив своє існування наприкінці липня 1944 року, коли внаслідок Львівсько-Сандомирської операції, був ліквідований, а німецька окупація змінилася на радянську. 6 серпня 1944 року до адміністративного центру округи вступили радянські війська.
Відомо, що у 1946 р. поселення входило до Волянської сільської ради Дрогобицького району Дрогобицької області.
В адміністративно-територіальному довіднику УРСР за 1967 р. поселення уже не згадано.
Ймовірно у період між 1959 та 1962 роками його разом із хутором Тожів об'єднали із селом Глинне. Так Котички опинились у складі Бистрицької сільської ради Дрогобицького району Львівської області
З 2020 р., після чергової адміністративно-територіальної реформи, хутір у складі села Глинне увійшов до Бистрицького старостинського округу Дрогобицької громади оновленого Дрогобицького району Львівщини.

## Географія
Хутір знаходиться за 1,4 км на схід від Глинного та за 2,5 км на північ від села Воля Якубова. Поруч, на північний захід через струмок розташований хутір Тожів.
Станом на 2022 рік, наявно 2 хати, у яких немає мешканців.
На хуторі є один урбанонім - вулиця Тожівська.
Сусідні населені пункти:

## Назва
Дослідниця Віра Котович виводить назву від родового імені (прізвища) Котичок. Антропонім Котичок - похідне суфіксальне утворення від слов'янської автохтонної відапелятивної власної особової назви Коть (Кіт).
Оповідають, ніби Тожів заснували Цюхи, а Котички – якийсь Котик.
Легенда розповідає, що все почалося з нещасного кохання. Дівчина була з Волі, а хлопець з Глинного. Батьки були проти їхнього одруження, то й священик відмовився дати шлюб. Вони почали жити без благословенства. Так на межі двох територій (Тожів належав до Глинного, а Котички були присілком Волі Якубової) появилося дві хати. Спочатку самотньо стояла хата хлопця, який тужив, і вона дістала назву – Тожів. Згодом він вибудував помешкання для своєї судженої, в якої котилися сльози, тому й – Котички. Довго вони жили кожен у своїй хаті на різних територіях. Появилися діти, онуки, і так започаткувалися два поселення.